# Menesia discimaculata
Menesia discimaculata là một loài bọ cánh cứng trong họ Cerambycidae.